# Мирзо Улугбек (станция метро)
«Мирзо Улугбек» (узб. Mirzo Ulug`bek) — станция Ташкентского метрополитена.
Пущена в эксплуатацию 6 ноября 1977 года в составе первого участка Чиланзарской линии : «Сабир Рахимов» — «Октябрьской Революции».
Расположена между станциями : «Чиланзар» и «Новза».

## История
До 1 мая 1992 г. станция носила название «50 лет СССР». Названа в честь — Улугбека (внука Тамерлана).

## Характеристика
Станция : колонная, трёхпролётная, мелкого заложения с двумя подземными вестибюлями.

## Оформление
Для оформления использован проект, разработанный для станции метро «Волоколамская» Московского метрополитена.
Станция и вестибюли облицованы газганским мрамором светлых тонов.
Колонны облицованы гранитом коричневого цвета (до 1 мая 1992 года, колонны украшали пояски-капителии, на которых были изображены Герб СССР и Гербы союзных республик (художники : Э. Алиев, Н. Бандзеладзе, В. Дегтярёв), в настоящее время демонтированы).
Пол выложен плитами серого гранита.